# Anyphaena cortes
Espèce
Anyphaena cortes est une espèce d'araignées aranéomorphes de la famille des Anyphaenidae.

## Distribution
Cette espèce est endémique du Mexique. Elle se rencontre au Nuevo León, au Jalisco, dans l'État de Mexico, dans l'État de Puebla, au Morelos et à Mexico,.

## Description
Les mâles mesurent de 5,90 à 6,90 mm et les femelles de 4,68 à 6,53 mm.

## Étymologie
Son nom d'espèce lui a été donné en référence au lieu de sa découverte, Paso de Cortes.

## Publication originale
- Platnick & Lau, 1975 : A revision of the celer group of the spider genus Anyphaena (Araneae, Anyphaenidae) in Mexico and Central America. American Museum novitates, no 2575, p. 1-36 (texte intégral).